# آلودگی‌زدایی
آلودگی‌زدایی (به انگلیسی: Decontamination) (گاهی به اختصار decon , dcon یا decontam نامیده می‌شود) فرایند حذف آلاینده‌ها از روی یک شی یا منطقه، از جمله مواد شیمیایی، میکروارگانیسم‌ها یا مواد رادیواکتیو است. این عمل ممکن است به روش واکنش شیمیایی، ضد عفونی یا حذف فیزیکی به دست آید. این عمل به اقدامات ویژه‌ای اشاره دارد که برای کاهش خطر ناشی از چنین آلاینده‌هایی انجام می‌شود، برخلاف بهداشت عمومی.
آلودگی‌زدایی بیشتر در محیط‌های پزشکی از جمله دندانپزشکی، جراحی و علوم دامپزشکی، در فرایند تهیه غذا، در علم محیط زیست، و در علم پزشکی قانونی استفاده می‌شود.